# Guf
No misticismo judeu, a Câmara de Guf (ou Guph, גּוּף, palavra hebreia para corpo ou cadáver) também chamada de Otzar (הָאוֹצָר, palavra hebreia para 'tesouro') é o Salão das Almas, localizado no Sétimo Céu. Cada alma humana é guardada no Guf. O Talmude ensina que o Messias não voltará enquanto o Guf não estiver vazio de todas as almas lá guardadas (Yevamot 62a).
A significância mística do Guf é que cada pessoa é importante e tem um papel único que só ele, com sua única alma, pode cumprir. Sempre que um bebê nasce, a chegada do Messias se aproxima, simplesmente por ele ter nascido.
Em consonância com outras lendas judaicas que vêem almas como pássaros, o Guf é por vezes descrito com um columbário ou criatório. O folclore diz que os pardais podem ver as almas descendo do Guf e isto explica o seu alegre cantar.
A maneira peculiar de descrever a tesouraria das almas como um "corpo" pode ser ligado à tradição mítica de Adam Kadmon, o homem primordial, Adam Kadmon. Segundo a Cabala, cada alma humana é apenas um fragmento (ou fragmentos) cíclicos fora da grande "alma-mundial" de Adam Kadmon. Assim, cada alma humana provém da "guf" [de Adam Kadmon].
Algumas correntes judaico-messiânicas acreditam que Adam Kadmon, nada mais é que o Messias prometido pelos profetas.